# Aceratium concinnum
Aceratium concinnum är en tvåhjärtbladig växtart som först beskrevs av Spencer Le Marchant Moore, och fick sitt nu gällande namn av Cyril Tenison White. Aceratium concinnum ingår i släktet Aceratium och familjen Elaeocarpaceae. Inga underarter finns listade i Catalogue of Life.